# Manggarai (langue)
Pour les articles homonymes, voir Manggarai.
Le manggarai est une langue malayo-polynésienne parlée dans l'ouest de l'île  de Florès (Indonésie).

## Classification
Le manggarai est parlé dans un grand nombre de variétés regroupées en cinq ensembles dialectaux. Parmi ceux-ci, le groupe extrême-oriental, parlé dans le nord du centre de l'île, est séparé du reste de l'aire linguistique du manggarai par d'autres langues telles que le keo, le ngadha ou le palu'e.
 
Le manggarai est classé traditionnellement dans un sous-groupe bima-sumba, créé par J. S. Esser, un employé de l'administration néerlandaise, au début du XXe siècle. Le linguiste Robert Blust conteste l'existence de ce sous-groupe, sur la base d'une comparaison lexicale et phonétique des langues.

## Phonologie

### Voyelles
|         | Antérieure | Centrale | Postérieure |
| ------- | ---------- | -------- | ----------- |
| Fermée  | i [i]      |          | u [u]       |
| Moyenne | é [e]      | e [ə]    | o [o]       |
| Ouverte |            | a [a]    |             |

### Consonnes
|              |              | Bilabiales | Dentales | Latérales | Dorsales | Dorsales | Glottales |
| ------------ | ------------ | ---------- | -------- | --------- | -------- | -------- | --------- |
| Palatales    | Vélaires     | Bilabiales | Dentales | Latérales |          |          | Glottales |
| Occlusives   | Sourde       | p [p]      | t [t]    |           |          | k [k]    | ʔ [ʔ]     |
| Occlusives   | Sonore       | b [b]      | d [d]    |           |          | g [g]    |           |
| Occlusives   | Prén.sou.    | mp [m͡p]    | nt [n͡t]  |           |          | ŋk [ŋ͡k]  |           |
| Occlusives   | Prén.son.    | mb [m͡b]    | nd [n͡d]  |           |          | ŋg [ŋ͡g]  |           |
| Fricative    | Fricative    |            | s [s]    |           |          |          | h [h]     |
| Affriquée    | Sourde       |            |          |           | c [t͡ʃ]   |          |           |
| Affriquée    | Sonore       |            |          |           | j [d͡ʒ]   |          |           |
| Affriquée    | Prén.sou.    |            |          |           | nc [n͡tʃ] |          |           |
| Affriquée    | Prén.son.    |            |          |           | nj [n͡ʤ]  |          |           |
| Nasale       | Nasale       | m [m]      | n [n]    |           |          | ŋ [ŋ]    |           |
| liquide      | liquide      |            | r [r]    | l [l]     |          |          |           |
| Semi-voyelle | Semi-voyelle | w [w]      |          |           | y [j]    |          |           |

## Sources
- (en) Blust, Robert, Is there a Bima-Sumba Subgroup?, Oceanic Linguistics, 47:1, pp. 45-113, 2008.